# Kingdom Holding Company
La Kingdom Holding Company è una società che ha sede in Arabia Saudita, è una delle maggiori holding del mondo e la maggiore del suo paese. L'uomo più rappresentativo della società è il principe al-Walid bin Talal Bin ‘Abd al-‘Aziz, che secondo Forbes al 2015 ha un patrimonio di 27 miliardi di USD ed è l'uomo più ricco dell'Arabia Saudita, del mondo arabo e 34º uomo più ricco del mondo. Le attività della holding sono divise in svariati settori spesso completamente differenti tra loro.
Questo elenco include alcune società in cui la Kingdom Holding Company possiede o ha posseduto importanti quote azionarie:
- Amazon
- AOL/Time Warner
- Apple
- Boeing
- Canary Wharf
- Citigroup
- Coca Cola
- Compaq
- Disneyland Paris
- eBay
- Four Seasons Hotels & Resorts
- Fairmont Hotels & Resorts
- Fininvest
- Ford
- Fox News
- Flynas
- Gillette
- Hotel George V, Paris
- Hotel Savoy
- Jingdong
- Kodak
- McDonald's
- MCI Inc.
- Mövenpick Hotels & Resorts
- News Corporation
- PepsiCo
- Procter & Gamble
- Walt Disney
- Worldcom
- LBCI Lebanese Broadcasting Company International
- Danagas
- Raffles Hotels and Resorts
- Rotana Group
- SAMBA, Saudi American Bank
- Saks Incorporated
- Saudi Research and Marketing Group
- Swissotel Hotels & Resorts
- Tasnee
- Trans World Airlines
- Twitter
- Kingdom Africa Management (private equity)
- Kingdom Agricultural Development Company (KADCO Egypt)
- Kingdom Hotels Investments